# Statut de Westminster de 1931
Lire en ligne

(en) Site officiel

Le Statut de Westminster de 1931 (officiellement la Loi visant à donner effet à certaines résolutions adoptées lors des conférences impériales tenues en 1926 et 1930), adopté le 11 décembre 1931, est une loi du Parlement du Royaume-Uni reconnaissant la souveraineté externe de toutes les nations de l'Empire britannique possédant le statut de dominion : l'Australie (ratifié le 9 octobre 1942, rétroactivement au 3 septembre 1939), le Canada (entrée en vigueur le 11 décembre 1931), l'Irlande (jamais ratifié, l'Irlande devenant une république indépendante le 29 décembre 1937), la Nouvelle-Zélande (ratifié le 25 novembre 1947), Terre-Neuve (jamais ratifié, son statut de dominion fut révoqué à sa demande le 30 janvier 1934) et l'Afrique du Sud (entrée en vigueur le 11 décembre 1931 et symboliquement adoptée le 22 août 1934). Le Statut de Westminster reconnait la déclaration Balfour de 1926 et la conférence impériale de 1930, qui elles-mêmes reconnaissaient la souveraineté externe des dominions, acquise de facto par la signature du traité de Versailles en 1919 et leur statut de membres fondateurs de la Société des Nations en 1920.

## Conséquences
L'Australie et la Nouvelle-Zélande tardèrent à ratifier le statut pour la simple raison que leurs gouvernements n'en voyaient pas l'utilité du fait qu'ils avaient déjà acquis une large souveraineté en devenant des dominions, et rechignaient à affaiblir leurs liens avec le Royaume-Uni. Ainsi, par exemple, la Nouvelle-Zélande qui obtint le droit d'affirmer sa souveraineté externe en 1931, choisit de ne ratifier la loi qu'en 1947, soit quarante ans après avoir acquis le statut de dominion. Te Ara, l'encyclopédie créée par le ministère de la Culture néo-zélandais, fait remarquer qu'au lendemain de la Seconde Guerre mondiale « la plupart des Néo-Zélandais ne souhaitaient pas qu’il y ait une citoyenneté spécifiquement néo-zélandaise, et voulaient rester des sujets britanniques exclusivement ». Ce n’est d’ailleurs qu’en 1977 que le Parlement néo-zélandais adopta une loi (Citizenship Act 1977) qui retira aux Néo-Zélandais le statut de « sujets britanniques ».
Le Statut a plusieurs conséquences notables. À la suite de sa ratification, le gouvernement britannique ne peut plus légiférer pour un dominion, sauf à la demande et avec l'accord de ce dernier. Les dominions voient leur souveraineté s’accroître, mais ils ne peuvent toutefois modifier leur Constitution sans l'accord du Parlement britannique. Les dominions acquièrent le droit d'adopter des lois contraires à la législation britannique.
Le Statut eut également pour conséquence de créer de nouvelles couronnes distinctes de celle du Royaume-Uni. Le roi George V demeura roi de chacun des dominions, mais son titre pour chaque dominion devint juridiquement distinct. Ainsi, par exemple, sa couronne en tant que roi de l'Australie devint officiellement distincte de sa couronne en tant que roi du Royaume-Uni. Depuis le Statut de Westminster, l'héritier de la couronne britannique hérite également des couronnes canadienne, sud-africaine (jusqu'à l'abolition de la monarchie en 1961), australienne et néo-zélandaise, et toute modification de l'ordre de succession au trône requiert l'assentiment des parlements de chacun de ces pays. Ainsi, par exemple, le parlement britannique ne pourrait pas modifier l'Acte d'établissement de 1701 sans l'accord des royaumes du Commonwealth. Lors de l'abdication du roi Édouard VIII en 1936, les dominions furent consultés.
Il y a aujourd'hui quinze royaumes du Commonwealth, et l'accord de chacun d'entre eux est nécessaire à toute modification des lois de succession au trône.